# 直隸總督
直隸總督（穆麟德轉寫：jyli uheri kadalara amban），正式官銜為總督直隸等處地方，提督軍務、糧饟、管理河道兼巡撫事，是清朝九位最高級的封疆大臣之一，總管直隸的軍民政務，总督署驻直隶省保定府城（今保定市莲池区）。而由於直隸省地處京畿要地，因此直隸總督被稱為疆臣之首。直隸總督例兼兵部尚書右都御史，可直接上奏皇帝。

## 沿革
- 直隸總督的前身是设于順治五年的直隸山東河南三省總督，當時預定的總督府設在直隸大名府（今邯鄲市大名縣）。
- 顺治十五年，降為直隸巡撫。
- 顺治十八年，復置直隸總督一職，駐地依舊位于大名。
- 康熙八年裁撤總督一職。
- 雍正元年，重設直隸總督一職。駐地為保定。建立保定直隶总督轅門。
- 乾隆十四年，直隸總督兼管黃河的防汛和治理工作。
- 乾隆二十八年，直隸總督兼任直隸省巡撫。
- 咸豐三年，长芦盐场的鹽政劃歸直隸總督直轄。
- 同治九年，清廷將天津、營口和煙台三個口岸的通商事宜，劃歸直隸總督管理，並將北洋通商大臣一銜授與直隸總督。
  - 自此直隸總督多駐在天津，在冬天外貿淡季，才回到保定。天津直隶总督衙门旧址辛亥革命后改为直隶省（河北省）政府驻地。1937年遭日军轰炸，成为废墟。中華人民共和國成立后，天津市政府在废墟上新建金钢公园，改建第二医院。保定直隶总督衙门旧址现保存仍基本完好。

## 歷任總督
| 序次                                        | 姓名              | 籍贯/旗籍    | 任职时间                             | 卸职时间                             | 卸職原因/备注                   |
| 直隸山東河南總督（順治六年-十五年）         |                   |              |                                      |                                      |                                 |
| 1                                           | 張存仁            | 漢軍鑲藍旗   | 順治六年八月辛亥 1649年9月30日       | 順治八年十月 1651年11月              | 去世                            |
| 2                                           | 馬光輝            | 漢軍鑲黃旗   | 順治八年十月辛酉 1651年11月29日      | 順治十一年二月壬午 1654年4月8日      | 病免                            |
| 3                                           | 李蔭祖            | 漢軍         | 順治十一年二月庚寅 1654年4月16日     | 順治十三年十二月乙未 1657年2月4日    | 改湖廣總督                      |
| 4                                           | 張懸錫            | 直隸清苑縣   | 順治十四年正月乙卯 1657年2月24日     | 順治十五年五月丁酉 1658年6月1日      | 降三級調任，乙卯（6月29日）裁缺 |
| 直隸總督（順治十八年-康熙四年）             |                   |              |                                      |                                      |                                 |
| 1                                           | 苗澄              | 直隸任縣     | 順治十八年十月戊申 1661年11月23日    | 康熙四年五月丁未 1665年7月4日        | 裁免                            |
| 直隸山東河南總督（康熙四年-八年）           |                   |              |                                      |                                      |                                 |
| 1                                           | 朱昌祚            | 漢軍鑲白旗   | 康熙四年六月丙辰 1665年7月13日       | 康熙五年十二月庚申 1667年1月8日      | 革職                            |
| 2                                           | 白秉貞            | 漢軍         | 康熙六年正月己卯 1667年1月27日       | 康熙八年九月丙申 1669年9月30日       | 致休 七月壬辰（7月28日）裁缺    |
| 直隸總督（雍正二年-同治九年）               |                   |              |                                      |                                      |                                 |
| 1                                           | 李維鈞            | 浙江省嘉興縣 | 雍正二年十月己亥 1724年12月14日      | 雍正三年八月乙酉 1725年9月26日       | 革職                            |
| *                                           | 蔡珽              | 漢軍正白旗   | 雍正三年八月乙酉 1725年9月26日       |                                      | 以兵部尚書署理                  |
| 2                                           | 李紱              | 江西省臨川縣 | 雍正三年八月庚寅 1725年10月1日       | 雍正四年十二月壬午 1727年1月16日     | 改工部右侍郎                    |
| *                                           | 宜兆熊            | 漢軍正白旗   | 雍正四年十二月壬午 1727年1月16日     | 雍正六年五月丙寅 1728年6月23日       | 以湖廣總督署理                  |
| *                                           | 劉師恕            | 江蘇省寶應縣 | 雍正四年十二月壬午 1727年1月16日     | 雍正七年二月甲申 1729年3月8日        | 以禮部右侍郎協辦                |
| *                                           | 何世璂            | 山東省新城縣 | 雍正六年五月丙寅 1728年6月23日       | 雍正七年二月庚辰 1729年3月4日        | 以吏部右侍郎署理                |
| *                                           | 楊鯤              | 陝西省咸寧縣 | 雍正七年正月壬申 1729年2月24日       | 雍正七年六月己卯 1729年7月1日        | 以直隸提督協辦                  |
| *                                           | 唐執玉            | 江蘇省武進縣 | 雍正七年六月己卯 1729年7月1日        | 雍正九年九月丁亥 1731年10月27日      | 以左都御史署理                  |
| *                                           | 劉於義            | 江蘇省武進縣 | 雍正九年九月丁亥 1731年10月27日      | 雍正十年七月戊戌 1732年9月2日        | 以刑部尚書署理                  |
| *                                           | 李衛              | 江蘇省砀山縣 | 雍正十年七月戊戌 1732年9月2日        | 雍正十年八月 1732年                  | 署理                            |
| 3                                           | 李衛              | 江蘇省砀山縣 | 雍正十年八月 1732年                  | 乾隆三年十月丁酉 1738年11月29日      | 病休                            |
| *                                           | 唐執玉            | 江蘇省武進縣 | 雍正十一年正月戊子 1733年2月19日     | 雍正十一年三月 1733年                | 以刑部尚書署理                  |
| *                                           | 孫嘉淦            | 山西省興縣   | 乾隆三年十月丁酉 1738年11月29日      | 乾隆三年十月甲辰 1738年12月6日       | 以吏部尚書署理                  |
| 4                                           | 孫嘉淦            | 山西省興縣   | 乾隆三年十月甲辰 1738年12月6日       | 乾隆六年八月己酉 1741年9月26日       | 改湖廣總督                      |
| 5                                           | 高斌 高佳氏       | 滿洲鑲黃旗   | 乾隆六年八月己酉 1741年9月26日       | 乾隆十年五月辛卯 1745年6月19日       | 遷吏部尚書                      |
| *                                           | 劉於義            | 江蘇省武進縣 | 乾隆六年正月庚子 1745年2月28日       |                                      | 以吏部尚書暫署                  |
| 6                                           | 那蘇圖 戴佳氏     | 滿洲鑲黃旗   | 乾隆十年五月辛卯 1745年6月19日       | 乾隆十四年七月壬子 1749年8月18日     | 去世                            |
| *                                           | 陳大受            | 湖南省祁陽縣 | 乾隆十四年 1749年                    |                                      | 以吏部尚書協辦大學士署理        |
| 7                                           | 方觀承            | 安徽省桐城縣 | 乾隆十四年七月壬子 1749年8月18日     | 乾隆三十三年八月庚午 1768年9月25日   | 病免                            |
| *                                           | 鄂彌達 鄂濟氏     | 滿洲正白旗   | 乾隆二十年九月丙申 1755年10月30日    |                                      | 以刑部尚書署理                  |
| *                                           | 楊廷璋            | 漢軍鑲黃旗   | 乾隆三十三年八月庚午 1768年9月25日   | 乾隆三十三年八月壬申 1768年9月27日   | 以刑部尚書署理                  |
| 8                                           | 楊廷璋            | 漢軍鑲黃旗   | 乾隆三十三年八月壬申 1768年9月27日   | 乾隆三十六年十月丁亥 1771年11月26日  | 改刑部尚書                      |
| 9                                           | 周元理            | 浙江省仁和縣 | 乾隆三十六年十月丁亥 1771年11月26日  | 乾隆四十四年三月丙申 1779年4月27日   | 免職                            |
| *                                           | 英廉              | 漢軍鑲黃旗   | 乾隆四十四年三月丙申 1779年4月27日   | 乾隆四十四年三月戊戌 1779年4月29日   | 以戶部尚書署理                  |
| 10                                          | 楊景素            | 江蘇省甘泉縣 | 乾隆四十四年三月戊戌 1779年4月29日   | 乾隆四十四年十二月辛未 1780年1月27日 | 去世                            |
| 11                                          | 袁守侗            | 山東省長山縣 | 乾隆四十四年十二月辛未 1780年1月27日 | 乾隆四十六年十一月戊辰 1782年1月13日 | 丁憂免                          |
| *                                           | 周元理            | 浙江省仁和縣 | 乾隆四十四年十二月辛未 1780年1月27日 |                                      | 暫署                            |
| *                                           | 英廉              | 漢軍鑲黃旗   | 乾隆四十六年十一月戊辰 1782年1月13日 |                                      | 以大學士暫管                    |
| 12                                          | 鄭大進            | 廣東省揭陽縣 | 乾隆四十六年十一月戊辰 1782年1月13日 | 乾隆四十七年十月甲申 1782年11月25日  | 去世                            |
| 13                                          | 袁守侗            | 山東省長山縣 | 乾隆四十七年十月甲申 1782年11月25日  | 乾隆四十八年五月丁未 1783年6月16日   | 去世                            |
| *                                           | 劉墉              | 山東省諸城縣 | 乾隆四十八年五月丁未 1783年6月16日   |                                      | 以工部尚書署理                  |
| 14                                          | 劉峨              | 山東省單縣   | 乾隆四十八年五月丁未 1783年6月16日   | 乾隆五十五年二月丁丑 1790年4月10日   | 降署兵部左侍郎                  |
| 15                                          | 梁肯堂            | 浙江省錢塘縣 | 乾隆五十五年二月丁丑 1790年4月10日   | 嘉慶三年正月庚午 1798年2月20日       | 改刑部尚書                      |
| 16                                          | 胡季堂            | 河南省光山縣 | 嘉慶三年正月庚午 1798年2月20日       | 嘉慶五年十月丁巳 1800年11月24日      | 病免                            |
| *                                           | 顏檢              | 廣東省連平縣 | 嘉慶五年十月丁巳 1800年11月24日      |                                      | 以直隸布政使署理                |
| 17                                          | 姜晟              | 江蘇省元和縣 | 嘉慶五年十月戊辰 1800年12月5日       | 嘉慶六年六月甲寅 1801年7月19日       | 革職逮捕                        |
| *                                           | 熊枚              | 江西省鉛山縣 | 嘉慶六年六月甲寅 1801年7月19日       |                                      | 以刑部左侍郎署理                |
| 18                                          | 陳大文            | 河南省杞縣   | 嘉慶六年六月乙卯 1801年7月20日       | 嘉慶七年四月壬寅 1802年5月3日        | 病免                            |
| *                                           | 熊枚              | 江西省鉛山縣 | 嘉慶七年四月壬寅 1802年5月3日        |                                      | 以左都御史署理                  |
| *                                           | 顏檢              | 廣東省連平縣 | 嘉慶七年四月戊申 1802年5月9日        |                                      | 以河南巡撫署理                  |
| 19                                          | 顏檢              | 廣東省連平縣 | 嘉慶七年九月己巳 1802年9月27日       | 嘉慶十年六月庚申 1805年7月4日        | 降主事                          |
| *                                           | 熊枚              | 江西省鉛山縣 | 嘉慶十年六月庚申 1805年7月4日        |                                      | 以工部尚書署理                  |
| 20                                          | 吳熊光            | 江蘇省昭文縣 | 嘉慶十年六月庚申 1805年7月4日        | 嘉慶十年十月辛丑 1805年12月12日      | 改兩廣總督                      |
| *                                           | 裘行簡            | 江西省新建縣 | 嘉慶十年九月乙丑 1805年11月6日       |                                      | 以直隸布政使護理                |
| *                                           | 裘行簡            | 江西省新建縣 | 嘉慶十年十月辛丑 1805年12月12日      |                                      | 以直隸布政使加兵部侍郎銜署理    |
| *                                           | 秦承恩            | 江蘇省江寧縣 | 嘉慶十一年九月壬申 1806年11月8日     |                                      | 以刑部尚書署理                  |
| *                                           | 溫承惠            | 山西省太谷縣 | 嘉慶十一年十月丁亥 1806年11月23日    |                                      | 以福建巡撫署理                  |
| 21                                          | 溫承惠            | 山西省太谷縣 | 嘉慶十二年九月甲寅 1807年10月16日    | 嘉慶十八年十月丙午 1813年11月5日     | 革職                            |
| *                                           | 章煦              | 浙江省錢塘縣 | 嘉慶十八年九月庚辰 1813年10月10日    |                                      | 以工部尚書署理                  |
| *                                           | 左文寧            |              | 嘉慶十八年十一月庚辰 1813年12月9日   |                                      | 以吏部左侍郎署理                |
| 22                                          | 那彥成 章佳氏     | 滿洲正白旗   | 嘉慶十八年十月丙午 1813年11月5日     | 嘉慶二十一年六月戊寅 1816年7月24日   | 革職                            |
| 23                                          | 方受疇            | 安徽省桐城縣 | 嘉慶二十一年六月戊寅 1816年7月24日   | 道光二年正月癸丑 1822年1月29日       | 病假                            |
| *                                           | 長齡              | 蒙古正白旗   | 道光二年正月癸丑 1822年1月29日       | 道光二年正月癸酉 1822年2月18日       | 以陝甘總督署理                  |
| *                                           | 屠之申            | 湖北省孝感縣 | 道光二年正月癸酉 1822年2月18日       |                                      | 以直隸布政使護理                |
| *                                           | 松筠              | 蒙古正藍旗   | 道光二年正月癸酉 1822年1月18日       |                                      | 以吏部尚書署理                  |
| 24                                          | 顏檢              | 廣東省連平縣 | 道光二年正月癸丑 1822年1月29日       | 道光三年四月甲辰 1823年5月15日       | 召京，改倉場侍郎                |
| 25                                          | 蔣攸銛            | 漢軍鑲藍旗   | 道光三年四月甲辰 1823年5月15日       | 道光五年十月辛巳 1825年12月7日       | 召京，入內閣辦事                |
| 26                                          | 那彥成 章佳氏     | 滿洲正白旗   | 道光五年十月辛巳 1825年12月7日       | 道光十一年二月乙未 1831年3月25日     | 革職                            |
| *                                           | 明山 薩克達氏     | 滿洲鑲藍旗   | 道光七年十一月丙午 1827年12月22日    | 道光七年十一月庚戌 1827年12月26日    | 以刑部尚書署理                  |
| *                                           | 屠之申            | 湖北省孝感縣 | 道光七年十一月庚戌 1827年12月26日    | 道光九年四月己卯 1829年5月18日       | 以直隸布政使護理，后降三級調任  |
| *                                           | 松筠              | 蒙古正藍旗   | 道光九年四月壬午 1829年5月21日       |                                      | 以禮部尚書署理                  |
| *                                           | 王鼎              | 陝西省蒲城縣 | 道光十一年二月乙未 1831年3月25日     |                                      | 以戶部尚書署理                  |
| 27                                          | 琦善 博爾濟吉特氏 | 滿洲正黃旗   | 道光十一年二月乙未 1831年3月25日     | 道光十七年三月丁亥 1837年4月14日     | 丁憂                            |
| *                                           | 穆彰阿 郭佳氏     | 滿洲鑲藍旗   | 道光十七年三月丁亥 1837年4月14日     |                                      | 以大學士兼署                    |
| *                                           | 琦善 博爾濟吉特氏 | 滿洲正黃旗   | 道光十七年六月己巳 1837年7月25日     | 道光二十年八月己卯 1840年9月28日     | 丁憂改署                        |
| *                                           | 訥爾經額 費莫氏   | 滿洲正白旗   | 道光二十年八月己卯 1840年9月28日     | 道光二十一年二月辛酉 1841年2月26日   | 以陝甘總督署理                  |
| 28                                          | 訥爾經額 費莫氏   | 滿洲正白旗   | 道光二十一年二月辛酉 1841年2月26日   | 咸豐三年九月丙午 1853年10月6日       | 革職戍邊                        |
| 29                                          | 桂良 瓜爾佳氏     | 滿洲正紅旗   | 咸豐三年九月丙午 1853年10月6日       | 咸豐六年十二月己酉 1857年1月21日     | 遷東閣大學士                    |
| *                                           | 譚廷襄            | 浙江省山陰縣 | 咸豐六年十二月己酉 1857年1月21日     | 咸豐八年三年己丑 1858年4月26日       | 以陝西巡撫二品銜署理            |
| 30                                          | 譚廷襄            | 浙江省山陰縣 | 咸豐八年三年己丑 1858年4月26日       | 咸豐八年六月庚申 1858年7月26日       | 革職                            |
| *                                           | 瑞麟 葉赫那喇氏   | 滿洲正藍旗   | 咸豐八年六月庚申 1858年7月26日       |                                      | 以禮部尚書署理                  |
| 31                                          | 慶祺 愛新覺羅氏   | 宗室正藍旗   | 咸豐八年六月庚申 1858年7月26日       | 咸豐九年二月壬戌 1859年3月25日       | 去世                            |
| *                                           | 文煜 費莫氏       | 滿洲正藍旗   | 咸豐九年二月壬戌 1859年3月25日       |                                      | 以直隸布政使護理                |
| 32                                          | 恒福 額勒德特氏   | 蒙古鑲黃旗   | 咸豐九年二月壬戌 1859年3月25日       | 咸豐十一年正月丙午 1861年2月26日     | 病免                            |
| *                                           | 文煜 費莫氏       | 滿洲正藍旗   | 咸豐十一年正月丙午 1861年2月26日     | 同治元年十二月甲辰 1863年2月14日     | 以山東巡撫署理，后革職戍邊      |
| *                                           | 崇厚 完顏氏       | 滿洲鑲黃旗   | 同治元年十二月甲辰 1863年2月14日     | 同治二年三月己酉 1863年4月20日       | 以兵部左侍郎署理                |
| 33                                          | 劉長佑            | 湖南省新寧縣 | 同治元年十二月甲辰 1863年2月14日     | 同治六年十一月癸丑 1867年11月29日    | 革職                            |
| *                                           | 官文 王佳氏       | 滿洲正白旗   | 同治六年十一月癸丑 1867年11月29日    | 同治七年七月乙未 1868年9月6日        | 以文華殿大學士署理              |
| 34                                          | 曾國藩            | 湖南省湘鄉縣 | 同治七年七月乙未 1868年9月6日        | 同治九年八月丁酉 1870年8月29日       | 改兩江總督                      |
| 直隸總督兼北洋通商大臣（同治九年-宣統三年） |                   |              |                                      |                                      |                                 |
| 35                                          | 李鴻章            | 安徽省合肥縣 | 同治九年八月丁酉 1870年8月29日       | 光緒八年三月乙未 1882年4月26日       | 憂免                            |
| *                                           | 張樹聲            | 安徽省合肥縣 | 光緒八年三月戊子 1882年4月19日       | 光緒九年六月戊午 1883年7月13日       | 以兩廣總督署理                  |
| *                                           | 李鴻章            | 安徽省合肥縣 | 光緒九年六月戊午 1883年7月13日       | 光緒十年八月丙子 1884年9月23日       | 服闕署理                        |
| 36                                          | 李鴻章            | 安徽省合肥縣 | 光緒十年八月丙子 1884年9月23日       | 光緒二十一年七月丁未 1895年8月28日   | 入內閣辦事                      |
| *                                           | 王文韶            | 浙江省仁和縣 | 光緒二十一年正月辛卯 1895年2月13日   | 光緒二十一年七月丁未 1895年8月28日   | 以前雲貴總督署理                |
| 37                                          | 王文韶            | 浙江省仁和縣 | 光緒二十一年七月丁未 1895年8月28日   | 光緒二十四年五月丁巳 1898年6月23日   | 改戶部尚書                      |
| *                                           | 榮祿 瓜爾佳氏     | 滿洲正白旗   | 光緒二十四年四月己酉 1898年6月15日   | 光緒二十四年五月丁巳 1898年6月23日   | 以大學士署理                    |
| 38                                          | 榮祿 瓜爾佳氏     | 滿洲正白旗   | 光緒二十四年五月丁巳 1898年6月23日   | 光緒二十四年十月辛卯 1898年9月25日   | 召京                            |
| *                                           | 袁世凱            | 河南省項城縣 | 光緒二十四年十月辛卯 1898年9月25日   |                                      | 以直隸按察使護理                |
| 39                                          | 裕祿 喜塔臘氏     | 滿洲正白旗   | 光緒二十四年八月甲午 1898年9月28日   | 光緒二十六年七月辛丑 1900年7月27日   | 自杀                            |
| *                                           | 廷雍 覺羅氏       | 滿洲正紅旗   | 光緒二十六年七月甲寅 1900年8月9日    |                                      | 以直隸布政使護理                |
| 40                                          | 李鴻章            | 安徽省合肥縣 | 光緒二十六年六月壬午 1900年7月8日    | 光緒二十七年九月己丑 1901年11月7日   | 去世                            |
| *                                           | 周馥              | 安徽省建德縣 | 光緒二十七年九月己丑 1901年11月7日   |                                      | 以直隸布政使護理                |
| *                                           | 袁世凱            | 河南省項城縣 | 光緒二十七年九月己丑 1901年11月7日   | 光緒二十八年五月癸亥 1902年6月9日    | 以署理山東巡撫署理              |
| 41                                          | 袁世凱            | 河南省項城縣 | 光緒二十八年五月癸亥 1902年6月9日    | 光緒三十三年七月丙辰 1907年9月4日    | 改外務部尚書                    |
| *                                           | 吳重熹            | 山東省無棣縣 | 光緒二十八年九月甲戌 1902年10月18日  |                                      | 以直隸布政使護理                |
| *                                           | 楊士驤            | 安徽省泗州   | 光緒三十三年七月丁巳 1907年9月5日    | 光緒三十四年六月己卯 1908年7月23日   | 以山東巡撫署理                  |
| 42                                          | 楊士驤            | 安徽省泗州   | 光緒三十四年六月己卯 1908年7月23日   | 宣統元年五月己未 1909年6月28日       | 去世                            |
| *                                           | 那桐 葉赫那拉氏   | 滿洲鑲黃旗   | 宣統元年五月己未 1909年6月28日       |                                      | 以大學士、外務部會辦大臣署理    |
| 43                                          | 端方 托忒克氏     | 滿洲正白旗   | 宣統元年五月己未 1909年6月28日       | 宣統元年十月丁亥 1910年1月23日       | 革職                            |
| *                                           | 崔永安            | 漢軍正白旗   | 宣統元年十月丁亥 1910年1月23日       |                                      | 以直隸布政使護理                |
| 44                                          | 陳夔龍            | 貴州省貴筑縣 | 宣統元年十月丁亥 1910年1月23日       | 宣統三年十一月己酉 1912年2月3日      | 病假                            |
| *                                           | 張鎮芳            | 河南省項城縣 | 宣統三年十一月己酉 1912年2月3日      |                                      | 署理                            |